# 栗俊平
栗俊平（1954年—），山西五台人，汉族，中华人民共和国政治人物、第十一届全国人民代表大会山西地区代表。
加入中共。担任山西焦煤集团西山煤电公司官地矿机电科采掘管理组组长。2008年起担任全国人大代表。